# Blok małopolski
Blok małopolski (masyw małopolski, krakowidy) – jednostka geologiczna położona w południowo-wschodniej Polsce (Wyżyna Małopolska, Kotlina Sandomierska i Beskidy) oraz na zachodniej Ukrainie, fragment paleozoicznej platformy zachodnioeuropejskiej.
Blok małopolski definiuje się na dwa różne sposoby.
Często Masyw Małopolski definiuje się jako jednostkę tektoniczną, znajdującą się między dwoma rozłamami tektonicznymi wysokiego rzędu: strefą uskokową Kraków−Lubliniec a dyslokacją świętokrzyską. W takim ujęciu region kielecki stanowi część bloku małopolskiego, a utwory skalne rozciągają się od prekambru (na powierzchni od kambru) do górnego dewonu.
W alternatywnym ujęciu jest to jednostka głębokiego podłoża, zalegająca pod zapadliskiem górnośląskim, znana jedynie z badań geofizycznych i głębokich wierceń. Od północnego wschodu graniczy z pasmem fałdowym Gór Świętokrzyskich (do którego wtedy zalicza się region kielecki). Zbudowana jest ze skał metamorficznych i magmowych wieku prekambryjskiego oraz zalegających wyżej skał osadowych starszego paleozoiku.
W obu przypadkach granicę między blokiem małopolskim a położonym ku południowemu zachodowi blokiem górnośląskim (Brunovistulicum) wyznacza strefa tektoniczna Kraków–Lubliniec.